# 糸魚川駅

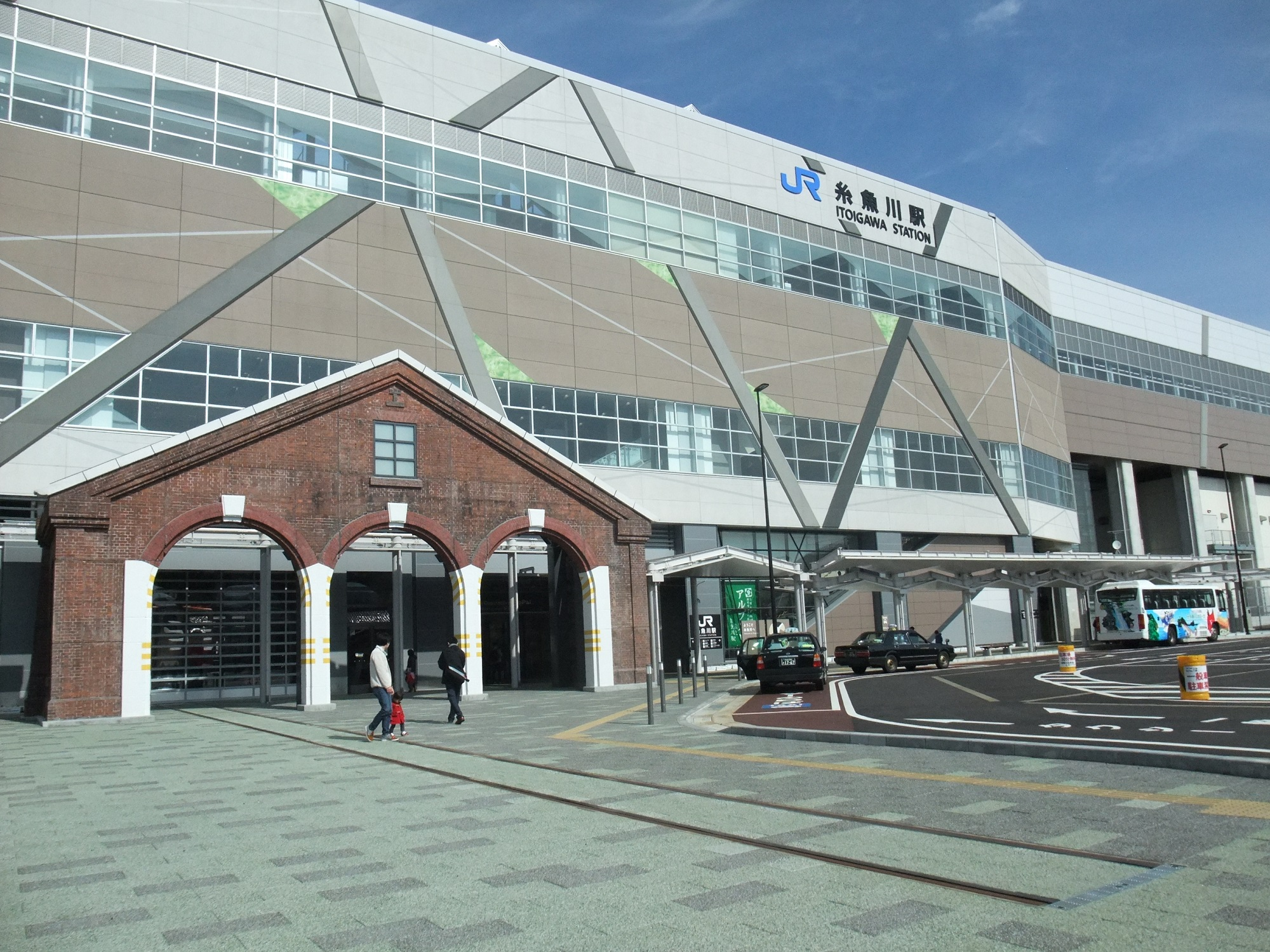
アルプス口（2015年3月）

糸魚川駅（いといがわえき）は、新潟県糸魚川市大町一丁目にある、西日本旅客鉄道（JR西日本）・えちごトキめき鉄道・日本貨物鉄道（JR貨物）の駅である。

## 概要
新潟県西部にある糸魚川市の中心駅・代表駅で、えちごトキめき鉄道と、JR西日本金沢支社 北陸広域鉄道部の大糸線の運行拠点が配置されている。
海岸沿いに位置し、新幹線の車内からは海が見える場所にある。

### 乗り入れ路線
JR西日本の北陸新幹線・大糸線、えちごトキめき鉄道の日本海ひすいラインが乗り入れている。JR貨物は日本海ひすいラインのみ第二種鉄道事業として貨物列車を運行している。日本海ひすいラインは元々は当駅の所属線であった北陸本線の一部であったが、2015年（平成27年）3月14日の北陸新幹線長野駅 - 金沢駅間延伸開業に伴い、えちごトキめき鉄道へ移管された。これに伴い、在来線構内はJR西日本の在来線である大糸線も含め、えちごトキめき鉄道の管轄となった。
なお新幹線開業と北陸本線の移管に伴い、当駅はJR西日本では新潟県内で唯一の有人駅となっている。JR西日本管理の有人駅としても最東端にあたる。
新幹線の延伸開業時に運行を開始した定期列車のうち、速達タイプの「かがやき」は当駅を通過するが、各駅停車タイプの「はくたか」計15往復（東京 - 金沢間14往復、長野 - 金沢間1往復）は全列車が停車する。
JR糸魚川駅の事務管コードは▲541482を使用している。

## 歴史
- 1912年（大正元年）12月16日：国有鉄道信越線 名立駅 - 当駅間延伸開業に伴い、終着駅として開設（一般駅）[7][8]。
- 1913年（大正2年）4月1日：国有鉄道北陸本線 青海駅 - 当駅間延伸開業[7]。これに伴い、信越線の当駅 - 直江津駅間が北陸本線に編入され、当駅も北陸本線所属に変更される[7]。同時に途中駅となる[7]。
- 1932年（昭和7年）12月21日：大火により初代駅舎焼失。
- 1934年（昭和9年）11月14日：国有鉄道大糸北線 当駅 - 根知駅間開業[9]。
- 1949年（昭和24年）6月1日：日本国有鉄道法施行に伴い、日本国有鉄道（国鉄）に継承。
- 1957年（昭和32年）8月15日：中土駅 - 小滝駅間の延伸開業により大糸線が全通。大糸北線と大糸南線が統合され、路線名を大糸線に改称[10]。同日より3代目新駅舎の運用を開始（完成は8月10日、落成式は8月20日[11]）。
- 1964年（昭和39年）：明星セメント糸魚川工場が操業を開始する。この頃、工場への専用線の運用を開始する。
- 1965年（昭和40年）9月30日：北陸本線 泊駅 - 当駅間が交流電化[12]。
- 1966年（昭和41年）10月1日：特急『はくたか』の停車が実現する[13]。
- 1967年（昭和43年）3月15日：駅前アーケード（頚城鉄道バス待合所、高尾旅館前）完成[13]。
- 1968年（昭和43年）9月16日：北陸本線 姫川信号場 - 当駅間が複線化（姫川信号場は廃止）。
- 1969年（昭和44年）
  - 6月4日：北陸本線 当駅 - 梶屋敷駅間が複線化。
  - 10月1日：北陸本線 当駅 - 直江津駅間が直流電化[12]。当駅が直流電化区間と交流電化区間の境界となる。
- 1972年（昭和47年）12月16日：開業60周年記念の記念碑が除幕される[14]。
- 1973年（昭和48年）
  - 4月1日：駅前広場改修完了[15]。
  - 12月15日：みどりの窓口を開設[16]。
- 1977年（昭和52年）4月：糸魚川市による駅前整備事業が完了（現在の日本海口側）。
- 1983年（昭和58年）3月25日：大糸線に列車集中制御装置 (CTC) 導入。
- 1986年（昭和61年）11月1日：荷物取扱を廃止[3]。
- 1987年（昭和62年）4月1日：国鉄分割民営化により、西日本旅客鉄道（JR西日本）・日本貨物鉄道（JR貨物）の駅となる[3][17][10]。
- 2000年（平成12年）
  - 1月20日：発車メロディー使用開始[18]。
  - 2月8日：当駅を含む北陸本線 近江塩津駅 - 直江津駅間に列車集中制御装置 (CTC) を導入[19]。
- 2002年（平成14年）9月21日：駅前西側駐車場にパーキングメーターを設置[20]。
- 2003年（平成15年）3月15日：当駅を発着する貨物列車の設定が廃止。
- 2005年（平成17年）6月：北陸新幹線、糸魚川市中心部の高架橋工事起工。
- 2011年（平成23年）11月8日：在来線駅舎（日本海口駅舎）の橋上化および自由通路の新設工事着工[21]。
- 2012年（平成24年）8月3日：北陸新幹線の糸魚川駅施設および新幹線駅舎（アルプス口駅舎）の建設工事に着工[22]。
- 2013年（平成25年）12月1日：日本海口駅舎の運用を開始（4代目）[N 6]。
- 2014年（平成26年）
  - 9月14日：自由通路の全面供用、アルプス口の暫定供用を開始[23][N 7][N 8][N 9]。
- 2015年（平成27年）
  - 2月14日：アルプス口駅舎1階に「糸魚川ジオステーション ジオパル」が開館[N 10]、「糸魚川駅周辺整備事業」総合完工記念式典開催[N 11]。
  - 3月14日：北陸新幹線 長野駅 - 金沢駅間が延伸開業[N 1][24]。これに伴い、北陸本線 市振駅 - 直江津駅間がJR西日本からえちごトキめき鉄道へ移管し、路線名を日本海ひすいラインに改称[N 4][N 1][24]。大糸線は引き続きJR西日本が管理。
- 2016年（平成28年）12月22日：駅の北側一帯で大規模火災が発生。ただし駅には被害はなかった。
- 2017年（平成29年）3月：日本海ひすいライン・大糸線改札口に列車発車時刻を表示する電光掲示板（発車標）が設置される。
- 2020年（令和2年）
  - 12月22日：みどりの窓口が営業を終了[25]。
  - 12月23日：みどりの券売機プラスの利用を開始[25]。

## 駅構造
JR西日本と鉄道・運輸機構、糸魚川市では新幹線開通に際し駅舎の改築と南北自由通路の新設を進め、北側の在来線橋上駅舎は2013年12月1日の始発列車から、自由通路は2014年9月14日の12時からそれぞれ供用が開始された。また糸魚川市では改築に合わせ駅舎出入口の愛称として、従前から設けられている北側を「日本海口（北口）」、新設された南側を「アルプス口（南口）」と命名した。
南北の駅舎は糸魚川市周辺の風景をモチーフとして設計されたもの。在来線の日本海口駅舎と自由通路は、中心市街地の雁木造と町屋をイメージした和風のデザインが用いられている。
新幹線のアルプス口駅舎のデザイン原案は「日本海と北アルプスに抱かれた、雄大な自然を感じさせる駅」で、市が2007年（平成19年）に鉄道・運輸機構に要望したデザイン構想を基に、同機構が2010年（平成22年）10月29日に市側へ提示した3案の中から選定された「C案」を基に設計されたもので、日本海の波と北アルプス、市内の姫川流域で産出されるヒスイ、市域が指定されている「世界ジオパーク」をイメージして、外装のデザインにはヒスイを表す翠色や、地層や断層を表すストライプなどが取り入れられている。

### 新幹線
JR西日本金沢支社が管理する直営駅（駅長配置）で、3階に設けられたホームはフロア全体がスノーシェルターで覆われた高架構造で、相対式ホーム2面2線を有する。
通過線が設置されていないため、ホームにはホームドアが設置されているほか、待合室と喫煙室が1箇所ずつ設置されている。
発車メロディには相馬御風作詞の「春よ来い」を使用している。これはJR西日本が糸魚川市に対し、発車メロディの使用を提案したことを受け、市は「御風は市を代表する文人であり、（新幹線開業年の）2015年が御風の没後65周年にあたること」や「聴く者の心を明るくし、安らぎを与えてくれる曲であること」などを選定理由として、使用楽曲の第一候補に後述の在来線ホームで春季に使用している「春よ来い」を、第二候補に同じく御風作詞の「糸魚川小唄」の2曲を推薦した。JR西日本ではその後選考等を経て、2014年（平成26年）12月9日に当駅については第一候補『春よ来い』を採用する旨を発表した。
2階のコンコースには、みどりの券売機プラス・自動改札機（3通路）・化粧室などが設置されている。
改札口では全通路で新幹線eチケットサービスが利用可能。
コンコースの自由通路沿いには売店としてセブン-イレブンが営業している。
バリアフリー対策として、改札内コンコースとホームの間にはエレベーター1基とエスカレーター上下各1基が設置されているほか、改札内コンコースのトイレにはオストメイト対応の多機能トイレが併設されている。

#### のりば
北側から順に、下記のように配置されている。
| のりば | 路線       | 方向 | 行先           |
| ------ | ---------- | ---- | -------------- |
| 11     | 北陸新幹線 | 上り | 長野・東京方面 |
| 12     | 北陸新幹線 | 下り | 富山・金沢方面 |

### 在来線
えちごトキめき鉄道とJR西日本の共同使用駅で、えちごトキめき鉄道が管理する直営駅。大糸線の駅業務はJR西日本金沢支社の北陸広域鉄道部が業務委託している。
単式ホーム1面1線と島式ホーム1面3線を持つ地上駅で、橋上駅舎を持つ。北側の単式ホームが1番のりば、南側の島式ホームが2・3番のりば、2番のりば西側（富山方）の切欠きホームが4番のりばとなっている。
コンコースには有人改札口、きっぷ売り場（営業時間 7時00分 - 20時00分）のほか、タッチパネル式自動券売機が設置されている。
バリアフリー対策として、改札内と両ホームの間にはエレベーターが設置されているほか、改札内のトイレにはオストメイト対応の多機能トイレが併設されている。
日本海口駅舎の西側に設置されている事務棟は1957年（昭和32年）竣工の3代目駅舎の一部を使用したもので、移管前はJR西日本金沢支社管内のうち、新潟・長野の区間を管理していた糸魚川地域鉄道部の事務所が置かれていた。
同鉄道部は移管前の当駅を直営駅（終日社員配置）として管理を行っていたほか、北陸本線の市振駅 - 谷浜駅間、大糸線の中土駅 - 姫川駅間にある各駅の管理駅としていた。
なお糸魚川地域鉄道部と富山地域鉄道部は新幹線開業に伴うJR金沢支社の組織再編に伴い、新幹線開業日をもって前掲の「北陸広域鉄道部」に改組された。
2015年3月14日の北陸新幹線開業による経営移管までは、西日本旅客鉄道（JR西日本）北陸本線が乗り入れており、同社の管轄であった。
2015年（平成27年）3月13日以前のJR北陸本線時代には、特急「はくたか」「北越」、2012年（平成24年）3月16日以前には特急「日本海」及び急行「きたぐに」、2010年（平成22年）3月12日以前には特急「北陸」及び急行「能登」、2001年（平成13年）3月2日以前には特急「白鳥」、1997年（平成9年）9月30日以前には特急「白山」、1994年（平成6年）12月2日以前には特急「つるぎ」の停車駅でもあった。

#### 取り扱うきっぷについて
日本海口駅舎の窓口・券売機は、えちごトキめき鉄道の管轄となるため、普通乗車券等についてはえちごトキめき鉄道が設定する連絡運輸範囲内のみの発券となる。このため、大糸線の乗車券は、連絡運輸範囲となっている本駅から南小谷駅までの各駅分のみ取り扱い、同駅から先の千国駅以南の各駅への乗車券などはアルプス口駅舎のみどりの券売機プラスでの取り扱いとなる。同様に、日本海ひすいラインの市振駅 - 直江津駅間は、JR西日本金沢支社管内の特別企画乗車券「北陸おでかけパス」「北陸周遊乗車券」のフリー区間となっているが、当駅ではアルプス口駅舎のみで取り扱っている。
一方で、日本海口駅舎窓口では、JR東日本新潟支社管内の特別企画乗車券のうち、えちごトキめき鉄道の区間が含まれる「えちごツーデーパス」「しらゆきWきっぷ」の2券種に限り、JR東日本のビジネスえきねっとのシステムを用いて、8時30分 - 19時30分の間のみ取り扱っている。

#### のりば
北側から順に、下記のように配置されている。
| のりば    | 路線                | 方向       | 行先             | 備考       |
| --------- | ------------------- | ---------- | ---------------- | ---------- |
| 1         | ■日本海ひすいライン | 下り       | 直江津・新潟方面 |            |
| 2         | ■日本海ひすいライン | 下り       | 直江津・新潟方面 | 一部の列車 |
| 2         | ■日本海ひすいライン | 上り       | 市振・泊方面     | 一部の列車 |
| 3         | ■日本海ひすいライン | 上り       | 市振・泊方面     |            |
| ■JR大糸線 | 上り                | 南小谷方面 | 一部の列車       |            |
| ■JR大糸線 | 上り                | 南小谷方面 | 4                |            |

列車運転指令上では、1番のりばが「下り本線」、2番のりばが「中2番線」、3番のりばが「上り本線」、4番のりばが「中3番線」となっている。この他、1番のりばと2番のりばの間と、3番のりばの山側にはホームのない待避線（前者は「中1番線」、後者は「上り1番線」）がある。
大糸線の列車は基本的に4番のりばで折り返す。また、2015年3月時点での定期列車では設定されていないが、2番のりばからも大糸線方面への発車が可能である。
上記のほか、構内には側線が設けられており、車両の留置などに使用される。

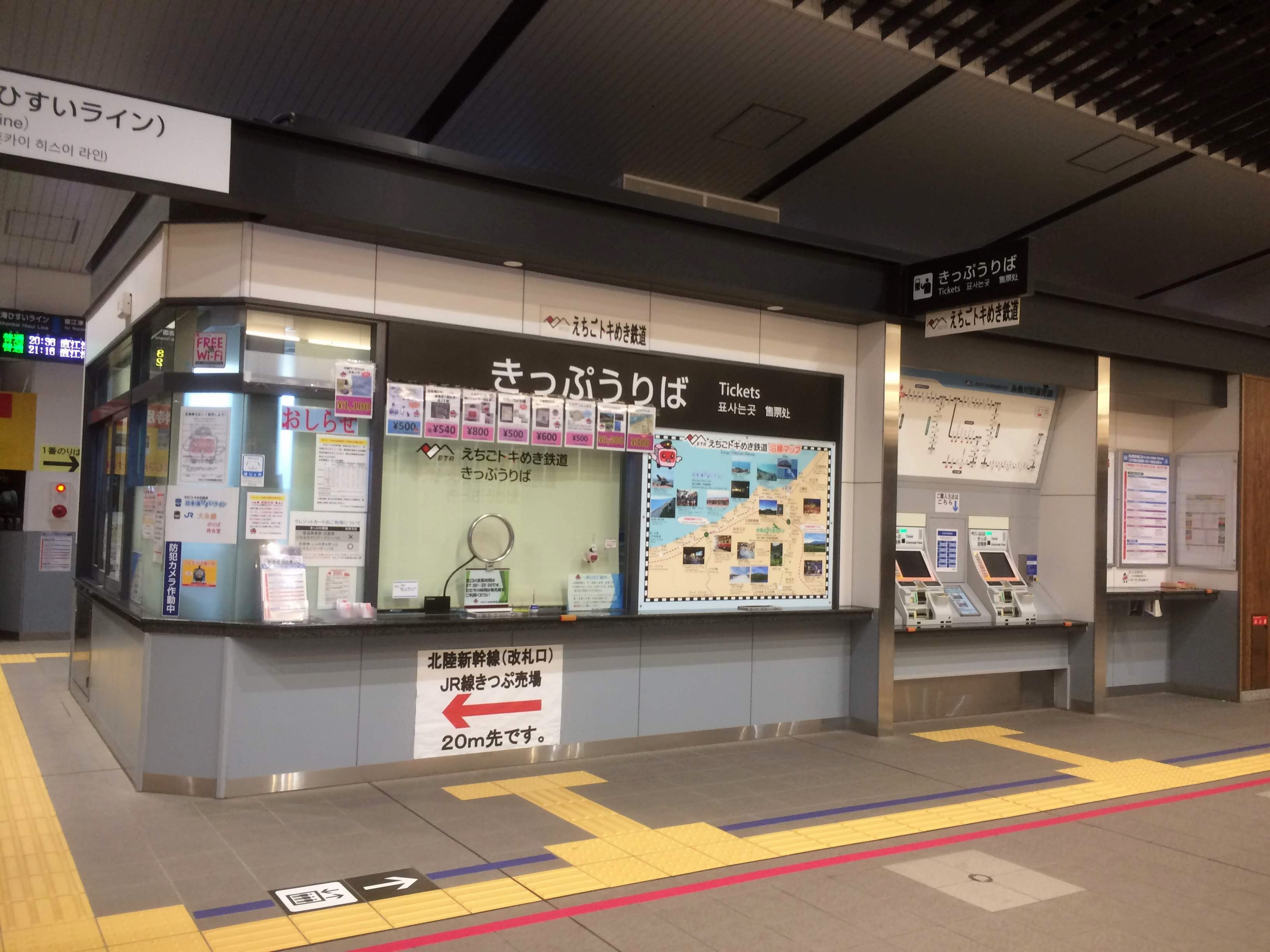
切符売り場（2019年2月）
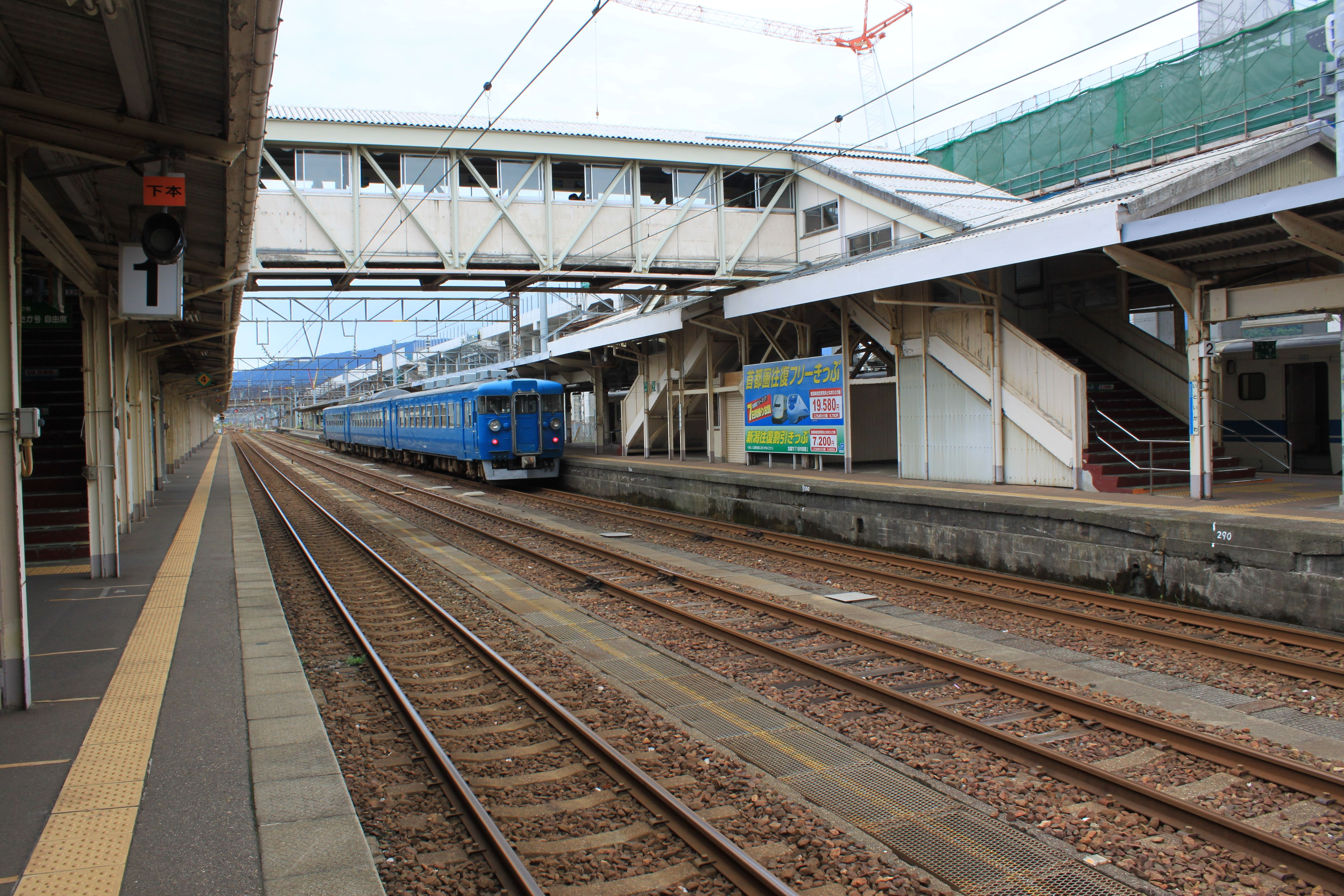
ホーム（2011年8月）
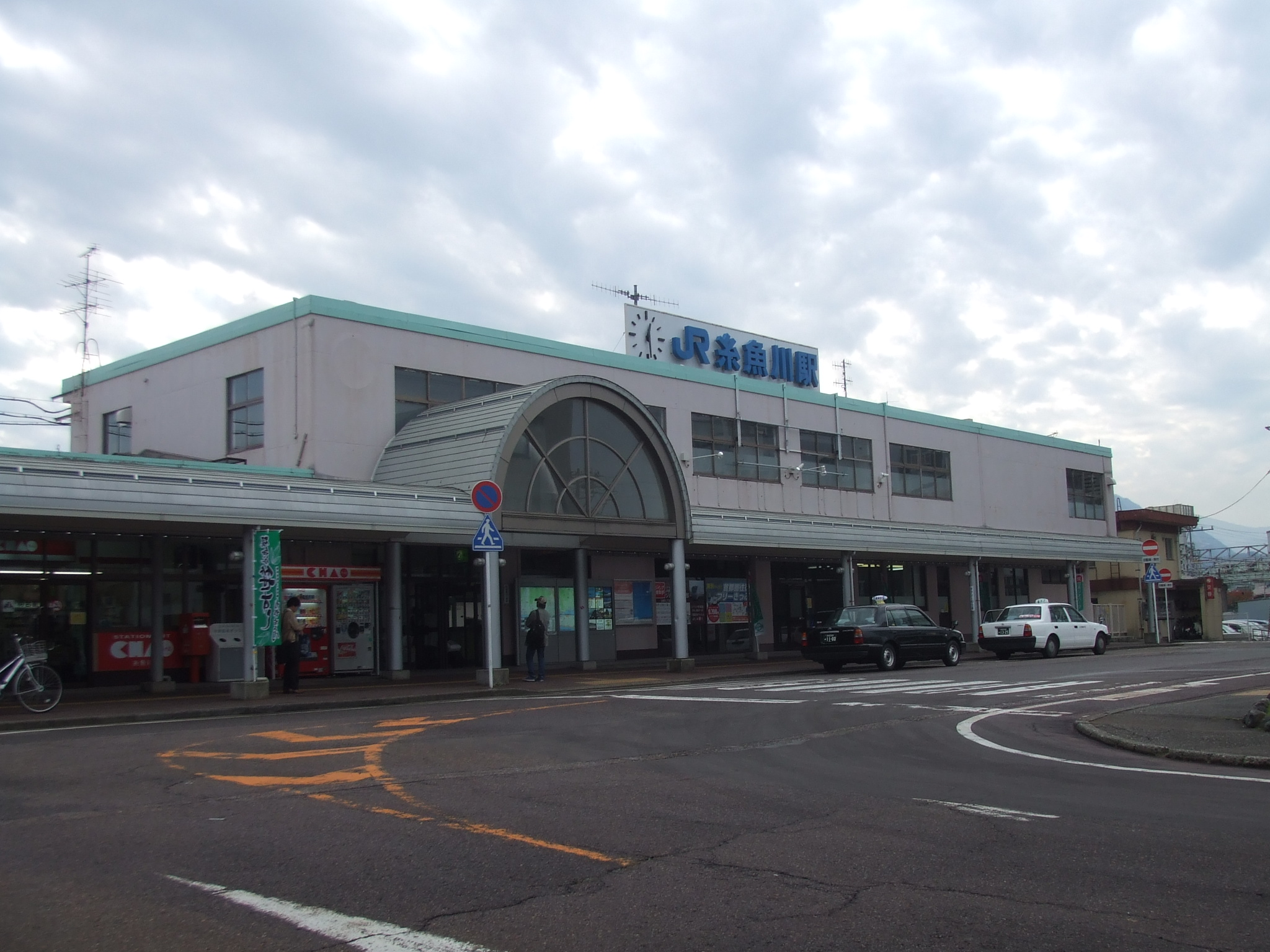
旧駅舎（2008年11月）
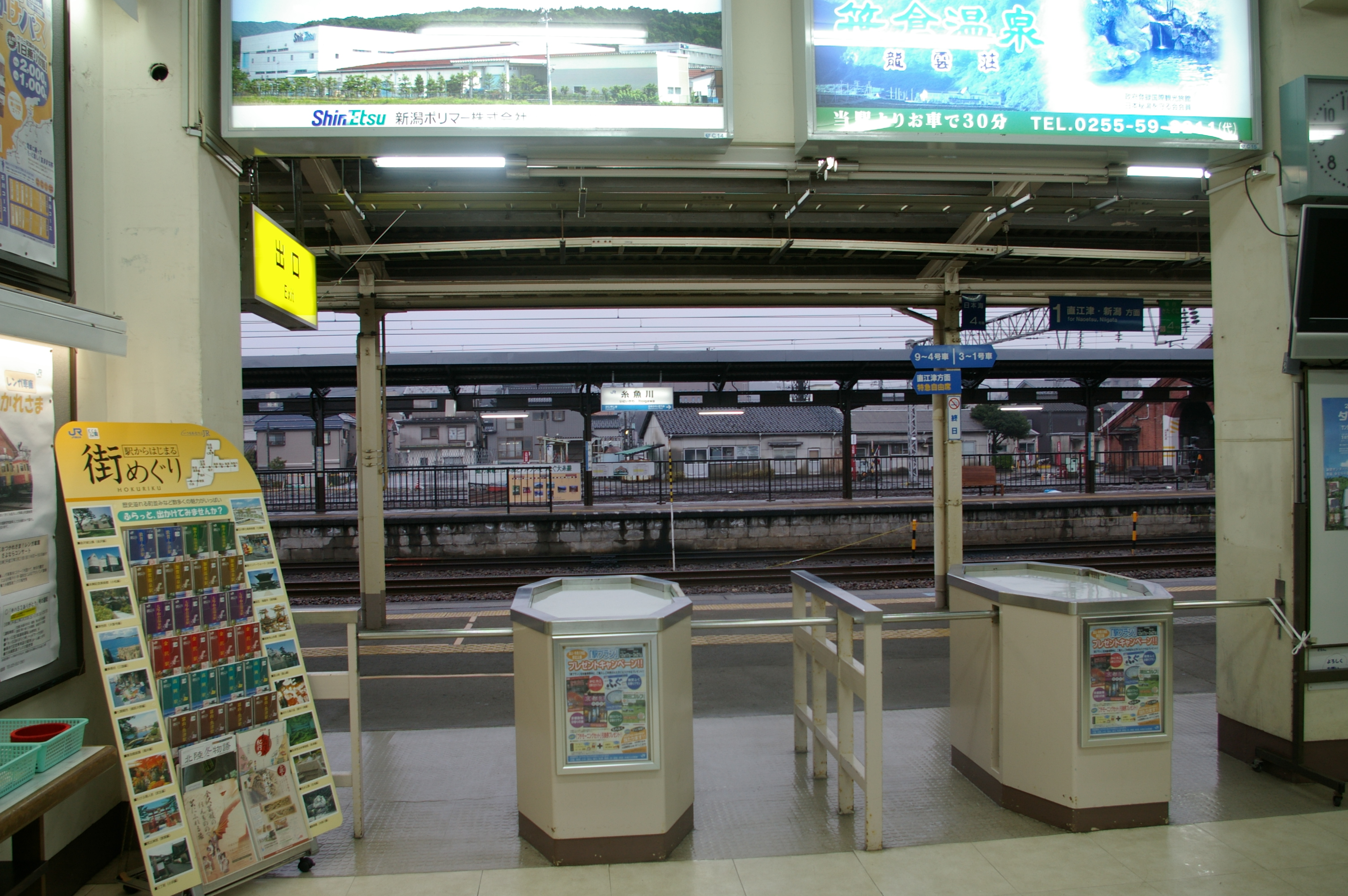
旧駅舎時代の改札口（2010年3月）

### ご当地メロディー
かつては在来線のうち、日本海ひすいラインの一部列車では発車メロディを使用していた。
それまでの電子ベルに代わって2000年（平成12年）1月20日から運用が開始された楽曲には、同年が糸魚川市出身の相馬御風の没後50周年にあたることから、当時のJR西日本金沢支社糸魚川地域鉄道部が、地域密着策の一環として御風作詞の曲を採用したもので、メロディは季節ごとに下記の4種類を使用していた。
- 『春よ来い』（1月下旬 - 4月上旬）
- 『ふるさと』（4月上旬 - 7月下旬）
- 『夏の雲』（7月下旬 - 9月上旬）
- 『カチューシャの唄』（9月上旬 - 1月下旬）

### 自由通路
新幹線・在来線の各コンコースは、自由通路に面する2階に設けられている。相互間の乗り換え専用通路は設けられておらず、乗り換え動線は自由通路を経由する経路のみとなる。
自由通路（糸魚川駅自由通路）は糸魚川市が管理しており、2階平面部の延長70m、階段部を含む総延長115m、幅員6mを有する。終日通行可能で、歩行者のほか自転車も通行できるが、自転車は押して徒歩で通行する必要がある。また、2020年には自由通路に糸魚川市の観光案内所が設置されている。
日本海口・アルプス口両駅舎のコンコース正面と、日本海口側階段下の待合室、後述のジオパル内に設置されたデジタルサイネージでは、列車・路線バスの発車時刻案内をはじめ周辺の観光案内、市の広報映像などが放映されている。
なおバリアフリー対策として日本海口側、アルプス口側にはそれぞれエスカレーターとエレベーターが設置されているほか、オストメイト対応の多機能トイレは日本海口側、アルプス口側の各1階階段下のトイレと、ジオパル内「ジオラマステーション」横のトイレ（開館時間内のみ利用可）の計3箇所に併設されている。

### 日本海口（北口）
元々出入口が設けられていたのは日本海口側で、糸魚川市の中心市街地に面している。
駅舎東側の隣接地には交流施設「ヒスイ王国館」が所在し、1階には「糸魚川観光物産センター」と飲食店、2階には観光案内所、駅レンタカーの窓口、コミュニティホール（貸室）などがあり、2階フロアと自由通路の間は階段と前掲のエレベーターで連絡している。
また自由通路の日本海口側階段下のエレベーターホール横には待合室（開放時間 6時00分 - 21時00分）が設けられている。このほか待合室横では2015年2月28日までコンビニエンスストア「ちゃお糸魚川」が仮営業を行っていた（新幹線開業に伴い移転し、前掲のセブン-イレブン キヨスクへ転換）。

### アルプス口（南口）
アルプス口は新幹線の建設に合わせて整備された出入口で、2014年9月14日の暫定供用開始以降、各施設および設備の供用が順次開始された。
駅前広場の駅舎正面には、後述の「レンガ車庫」のモニュメントが設置されている。

#### ジオパル
アルプス口駅舎1階に設けられた糸魚川ジオステーション ジオパルは、観光案内所や鉄道保存展示施設などを備えた複合型交流施設である。
新幹線開業1か月前の2015年2月14日に開館した。施設を管理する糸魚川市では、市域が認定されている「糸魚川ジオパーク」（世界ジオパーク）の魅力を発信し、鉄道実車両や鉄道模型に親しみ、楽しむことができる施設として運営を行っている。
施設名は一般公募から選定のうえ決定したもので、「ジオ」は「世界ジオパーク」と鉄道模型の「ジオラマ」を表し、また英語で「友達」などを意味する「pal」を組み合わせ、ジオパークやジオラマの輪が友達や仲間に大きく広がっていく中心施設というイメージを表現しており、上越市在住の男性と東京都世田谷区在住の男性が応募した両案を折衷して命名された。
ジオパル内には3つのスペースが設けられ、糸魚川市観光協会などが運営する観光案内所「ジオパーク観光インフォメーションセンター」では周辺地域の観光情報を提供しているほか、ジオパークに関する参加体験型コーナーや子供が遊べるスペースも設けられている。
かつて大糸線内を走行していたキハ52 156が静態保存された「キハ52待合室」では実車両を間近で見学できるほか、車内の座席を「待合室」として使用できる。
屋外の駅前広場の歩行者道上と、待合室内の東側壁面の一部にはレンガ車庫のモニュメントが設置されている。キハ52形は館内に格納されており、レンガ車庫の左側アーチ内に入庫した状態を再現した外観となっている。
また土曜・休日の晴天時やイベント開催時などには車両移動機を使用し、車両全体を駅前広場の歩行者道へ移動させて屋外展示も実施される。
「ジオラマ鉄道模型ステーション」には糸魚川市周辺の沿線風景をテーマにした、NゲージとHOゲージのジオラマ各1セットからなる鉄道模型の展示コーナーがあり、来場者が持参した模型を実際に運転して楽しむこともできる。またタカラトミーの協力による「プラレール」の大型ジオラマコーナーも設けられており、クッションフロアでは市民やファンから寄付されたプラレールの部材を自由に組み合わせて遊ぶこともできる。
2020年8月10日には糸魚川産の杉材を外装に用いたトワイライトエクスプレスA寝台と食堂車を再現したモックアップ（2019年に六本木ヒルズ森タワーで開催された「特別展 天空ノ鉄道物語」での展示品を移設）、10月14日には糸魚川市内の東洋活性白土で運行されていた日本最後の産業用小型蒸気機関車「くろひめ号」が展示されている。
ジオパルの各施設はいずれも無料で利用できる。ただし鉄道模型の持ち込みと運転操作卓の使用については利用料金が別途必要となる。開館時間など詳細は#外部リンクを参照。

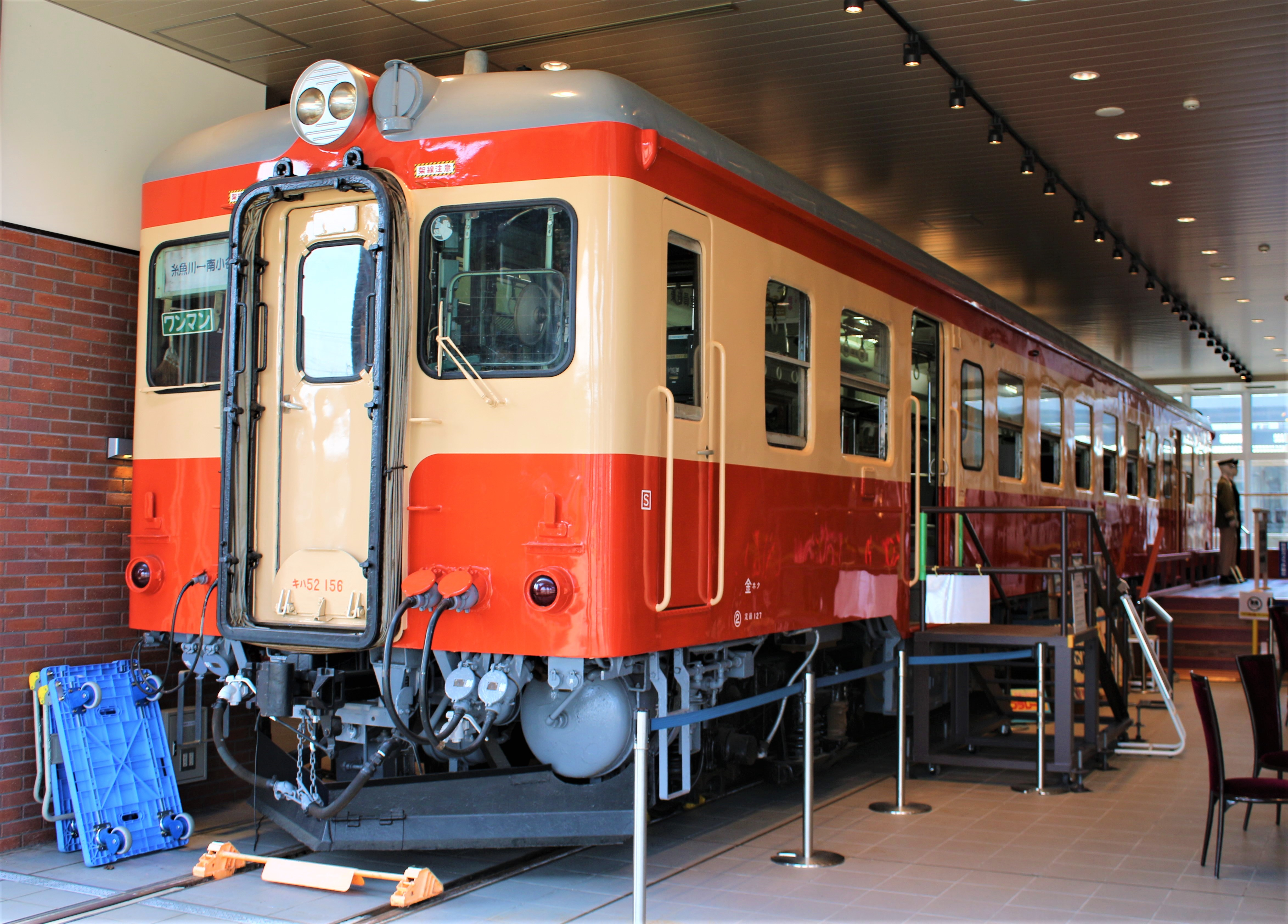
ジオパルに静態保存されたキハ52 156
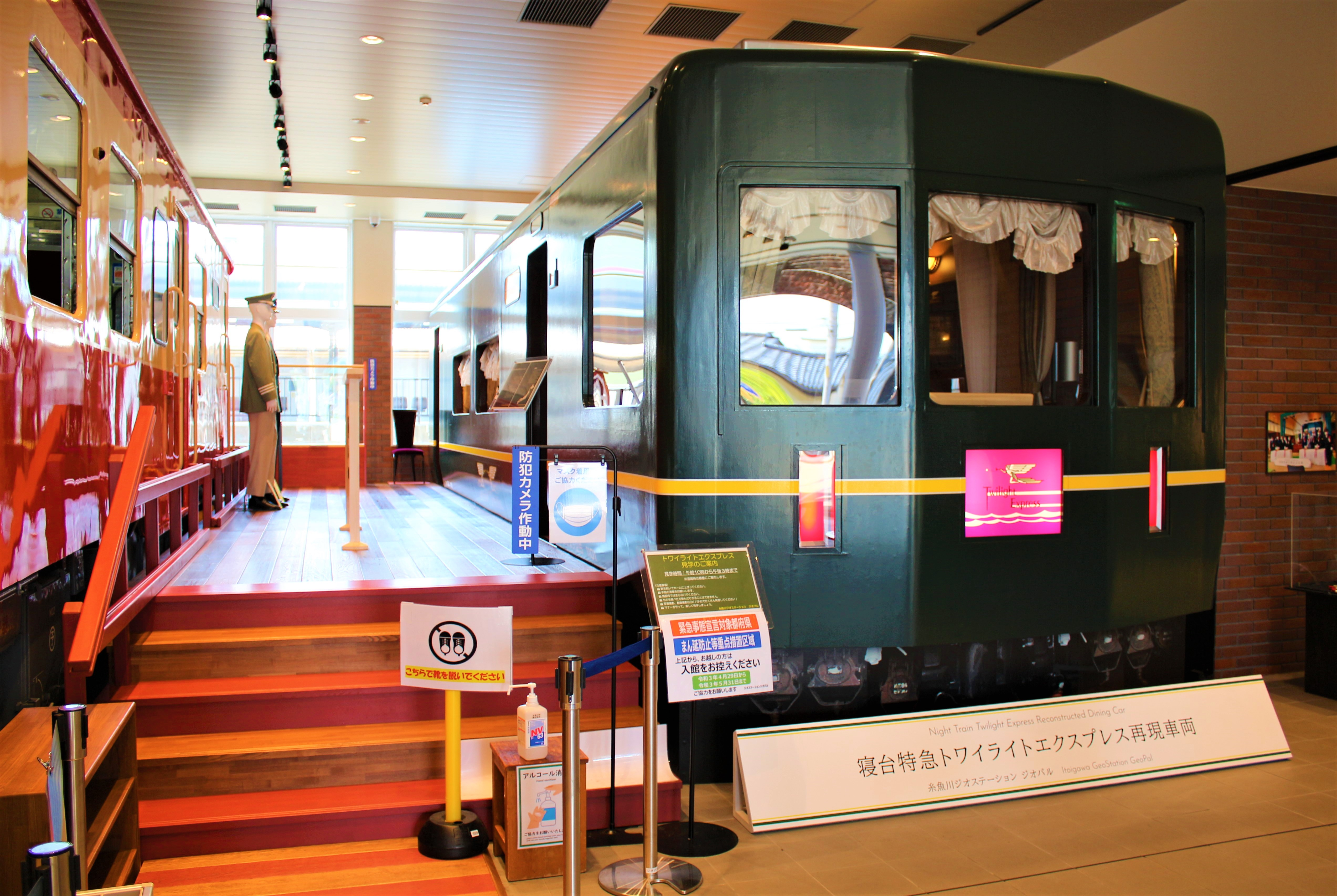
トワイライトエクスプレスモックアップ
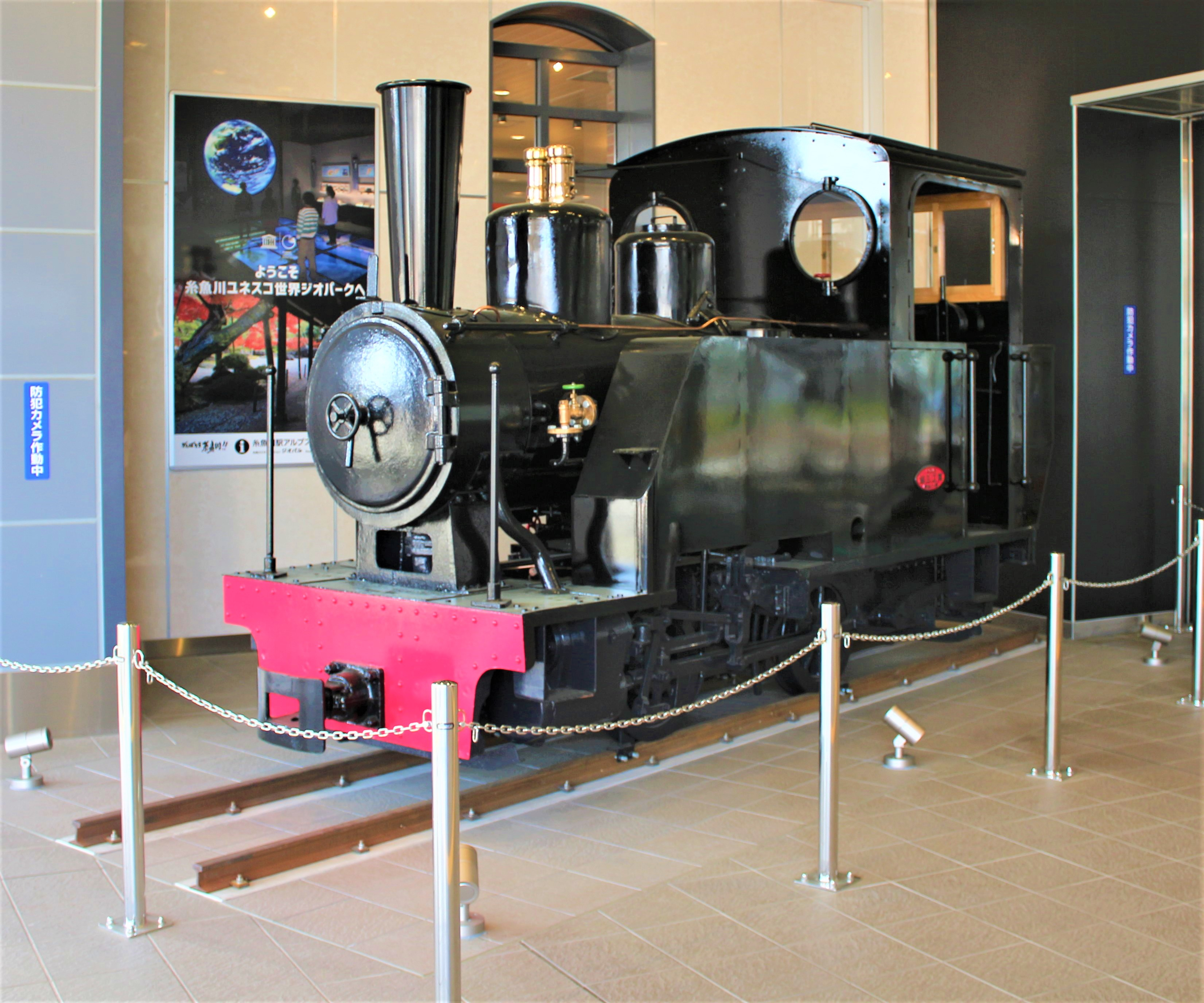
小型蒸気機関車くろひめ号

### レンガ車庫
駅南側にはかつて、総煉瓦造りの車庫が設けられていた。この「糸魚川駅機関車庫1号」、通称「レンガ車庫（赤レンガ車庫）」は1912年（大正元年）12月に竣工したもので、延床面積は812m2を有した。
両妻壁と桁下すべてが純煉瓦造で、機関車・客車の2両編成が3列格納でき、出入口は三連アーチを描いていた。建設から90余年を経過してもなお筐体の損傷が少なく、且つ現役の施設として供用され続け、加えてかつて全国各地に所在した同様の車庫はほとんどが廃止・撤去されていることから、全国的にも極めて貴重な存在となっていた。しかし北陸新幹線の工事進捗に伴い、構内の一部を新幹線ホーム用地とする必要が生じ、JR西日本と鉄道・運輸機構では車庫の撤去について検討を開始した。
しかしレンガ車庫は前述のように歴史的価値が高いことから、駅舎改築後に新設される南口駅前広場へ曳家方式で移築し、ランドマークの一つとして活用することを目指して地元の有志などが保存運動を展開し、地元の建設会社などが中心となって「レンガ車庫基金実行委員会」を設立し募金活動なども行われた。糸魚川市ではこうした動きを受けてレンガ車庫の移築について検討を進めたが、曳家による移築には3億円以上の費用が必要なことから、糸魚川市長（当時）の米田徹は2009年（平成21年）11月10日「曳家移築は不可能」との最終的な判断を下し計画の正式断念を発表した上で、部材の切り取り保存について引き続きJR西日本側と協議する意向を示した。
そして協議の結果「事業主体を市とすること」「切り取り保存の費用は市が負担すること」「切り取り保存工事が新幹線建設に支障を及ぼさないこと」の3点を条件に、JR西日本が市から工事を受託して計116 m2分の壁面を切り取り、市に無償譲渡することで合意に至り、米田は2010年（平成22年）2月25日の定例記者会見で、車庫西側の列車出入口全面と南側の壁面の一部を切り取り保存する方針を正式に表明し、新年度予算案に解体工事費1億円を盛り込んだ。こうしてレンガ車庫は同年3月のダイヤ改正をもって用途廃止となり、3月21日にJR西日本金沢支社主催の記念イベント「さよならコンサート」が開催された後に閉鎖され、4月中旬に切り取り保存の工程を実施した後、残存部は解体撤去された。なお撤去費用そのものは鉄道・運輸機構が全額を負担し、解体された煉瓦やレールなどの構造物はJR西日本から市に譲渡され、市ではこれらを後述の糸魚川市立糸魚川小学校敷地内のポケットパークの整備に際し再利用したほか、一部は記念品として加工のうえ、鉄道ファンや市民に向けて販売した。
この出入口面の外壁はアルプス口駅前広場のデザインに組み込まれる形で駅舎正面での復元再築が決まり、併せてアルプス口駅舎1階には前掲の「糸魚川ジオステーション ジオパル」の開設が決定、かつて大糸線を走行していたキハ52形気動車が静態保存されることになり、市に無償譲渡された同車両は廃車後に補修を受けた上で金沢総合車両所で屋内にて保管された後、アルプス口駅舎の建設進捗に伴い2014年（平成26年）11月26日に搬入された。
またレンガ車庫基金は部分保存という形で当初の目的を果たし、2014年春までに全国から約150万円を集めて募金活動を終了した。集まった基金はレンガ車庫の歴史や魅力を発信する映像ソフトの制作等に活用する目的で同年4月7日に市へ寄贈され、米田は「駅の魅力が高められるよう総合的な観点で検討し、行政としてできる範囲で生かしたい」との意向を明らかにした。
駅前広場に復元再築されたモニュメントは、裏面に設置された鉄骨の支柱によって自立しており、基礎部分や煉瓦の結着などに使用したコンクリートは駅西側に事業所を置く明星セメントが提供した。

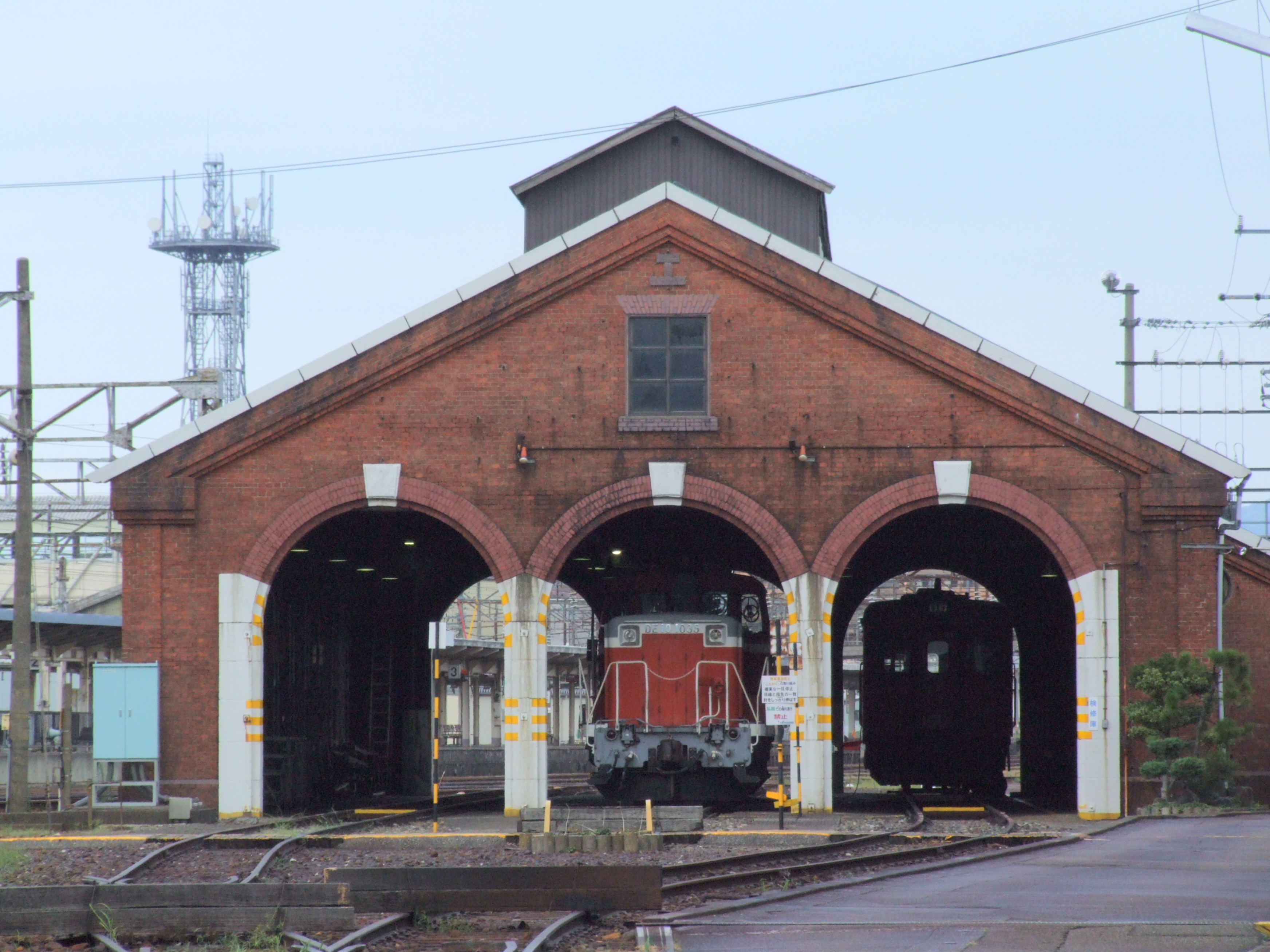
移設前のレンガ車庫
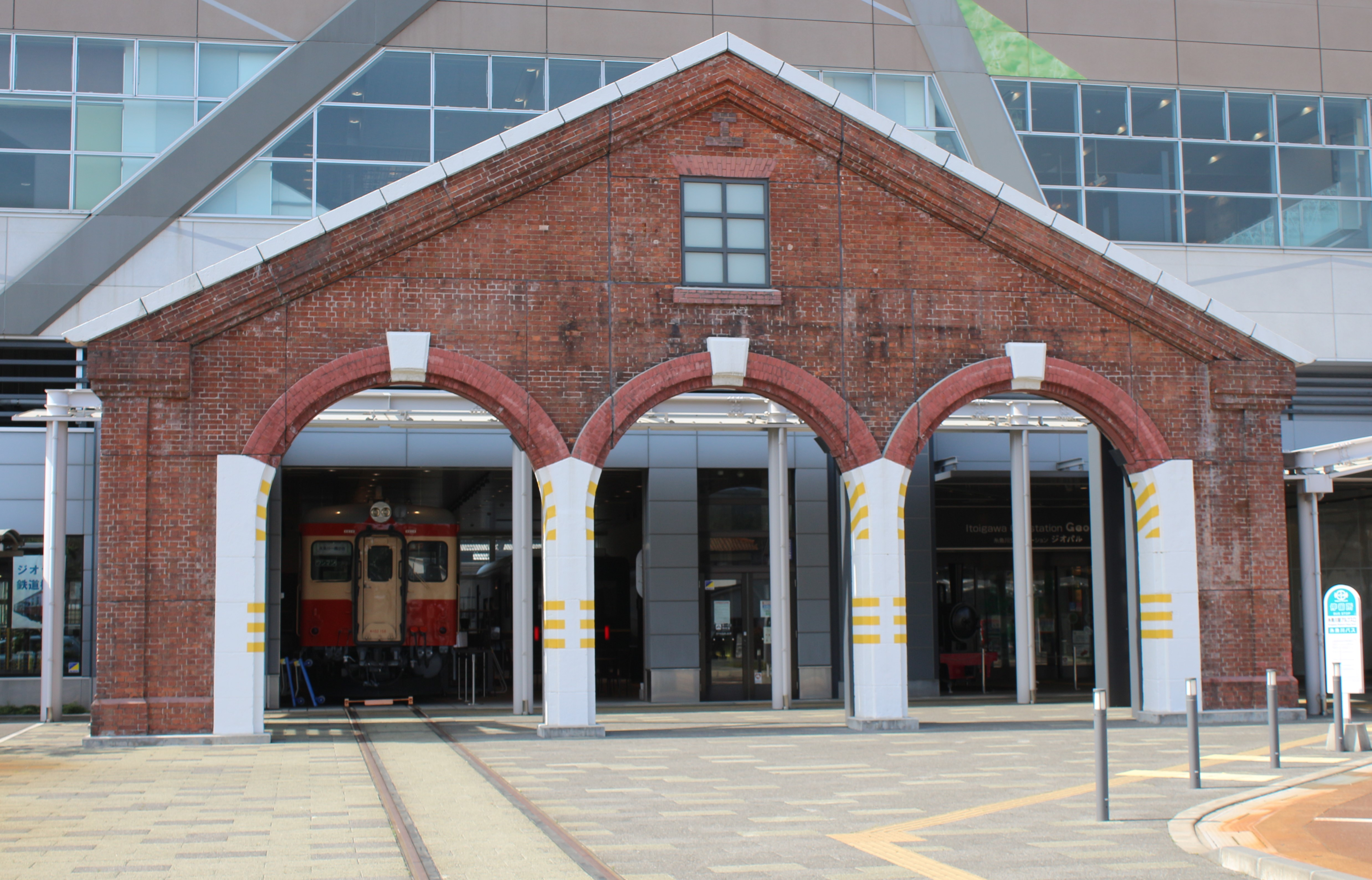
一部移設後のレンガ車庫モニュメント

## 貨物取扱
JR貨物の駅は現在、車扱貨物の臨時取扱駅となっている。ただし、接続する専用線や貨物取扱設備は当駅にはなく、貨物列車の発着もなくなっている。かつては専用線発着車扱貨物の取扱駅であり、当駅に接続する専用線が存在していた。
最後まで使用されていた専用線は、明星セメントが保有するものであった。同線は当駅から北陸本線の南に沿って西進、国道148号の高架橋下を通った後、南に方向を変え、明星セメント糸魚川工場へ至っていた。全長1.9kmでセメントの発送に使用されていたが、2003年（平成15年）3月15日限りで廃止された。
糸魚川駅には、JR貨物の乗務員基地として富山機関区糸魚川派出が設置されており、富山貨物駅 - 直江津駅間の乗務を担当する。過去には貨車の検修基地機能も有しており、上述のレンガ造機関庫に隣接して貨車の検修庫を設けていたが、周辺地域発着貨物輸送の縮小・廃止等の業務縮小により、2007年（平成19年）までに貨車検修部門を廃止し、乗務員基地機能のみとなった。

## 利用状況
2022年（令和4年）度の糸魚川駅全体の1日平均乗車人員は914人である。2023年（令和5年）度の北陸新幹線の1日当たりの利用者数は1,054人。
各年度の1日の平均乗車人員は以下の通りである。
| 年度   | JR西日本         | えちご トキめき  |
| 年度   | 1日平均 乗車人員 | 1日平均 乗車人員 |
| ------ | ---------------- | ---------------- |
| 2004年 | 1,268            | 未 開 業         |
| 2005年 | 1,263            | 未 開 業         |
| 2006年 | 1,183            | 未 開 業         |
| 2007年 | 1,120            | 未 開 業         |
| 2008年 | 1,093            | 未 開 業         |
| 2009年 | 1,078            | 未 開 業         |
| 2010年 | 1,021            | 未 開 業         |
| 2011年 | 972              | 未 開 業         |
| 2012年 | 949              | 未 開 業         |
| 2013年 | 939              | 未 開 業         |
| 2014年 | 865              | 未 開 業         |
| 2015年 | 482              | 692              |
| 2016年 | 498              | 707              |
| 2017年 | 536              | 674              |
| 2018年 | 557              | 653              |
| 2019年 | 551              | 621              |
| 2020年 | 296              | 460              |
| 2021年 | 323              | 436              |
| 2022年 | 469              | 445              |
| 2023年 |                  | 471              |

## 駅周辺

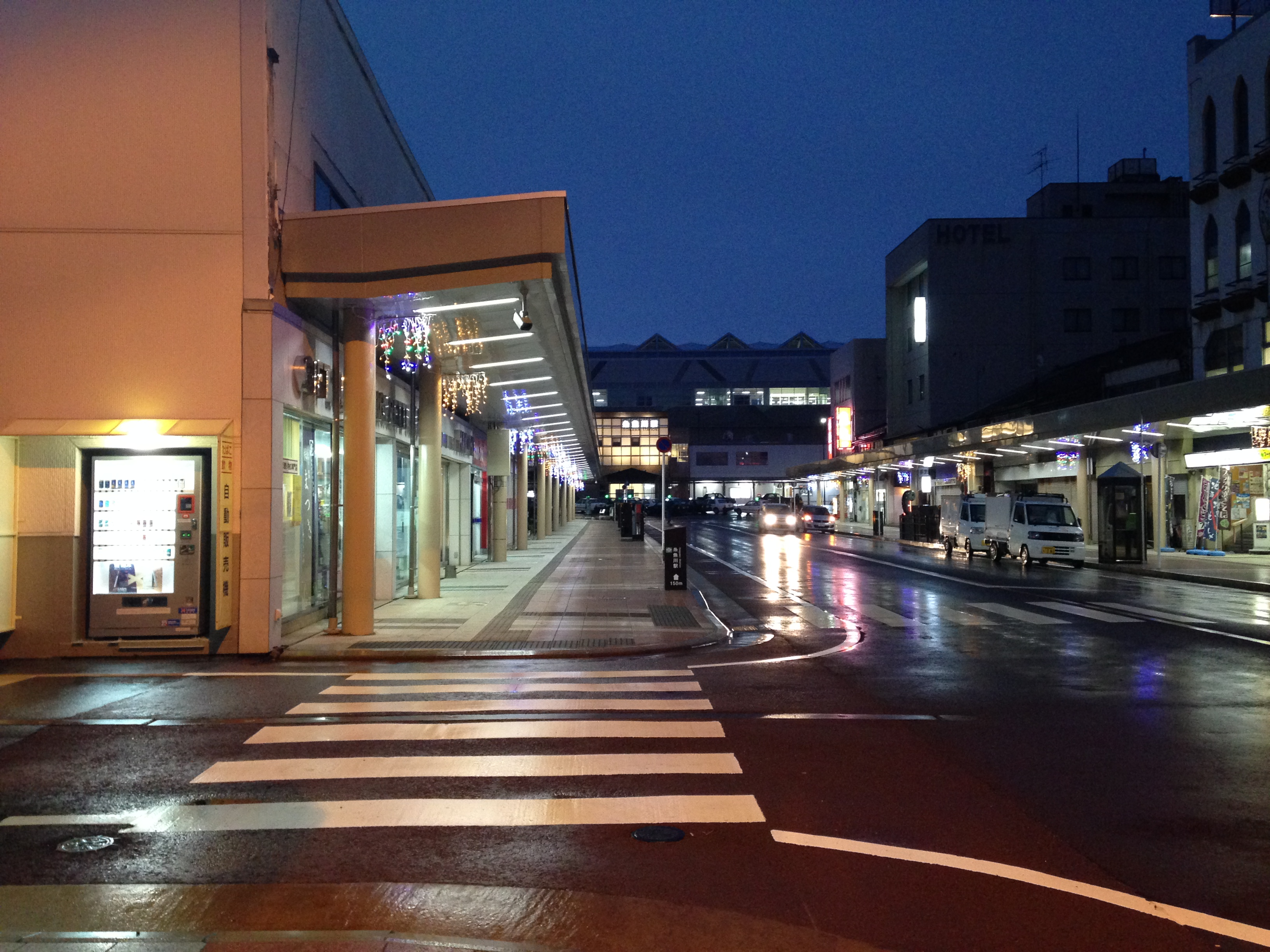
駅前のヒスイロード

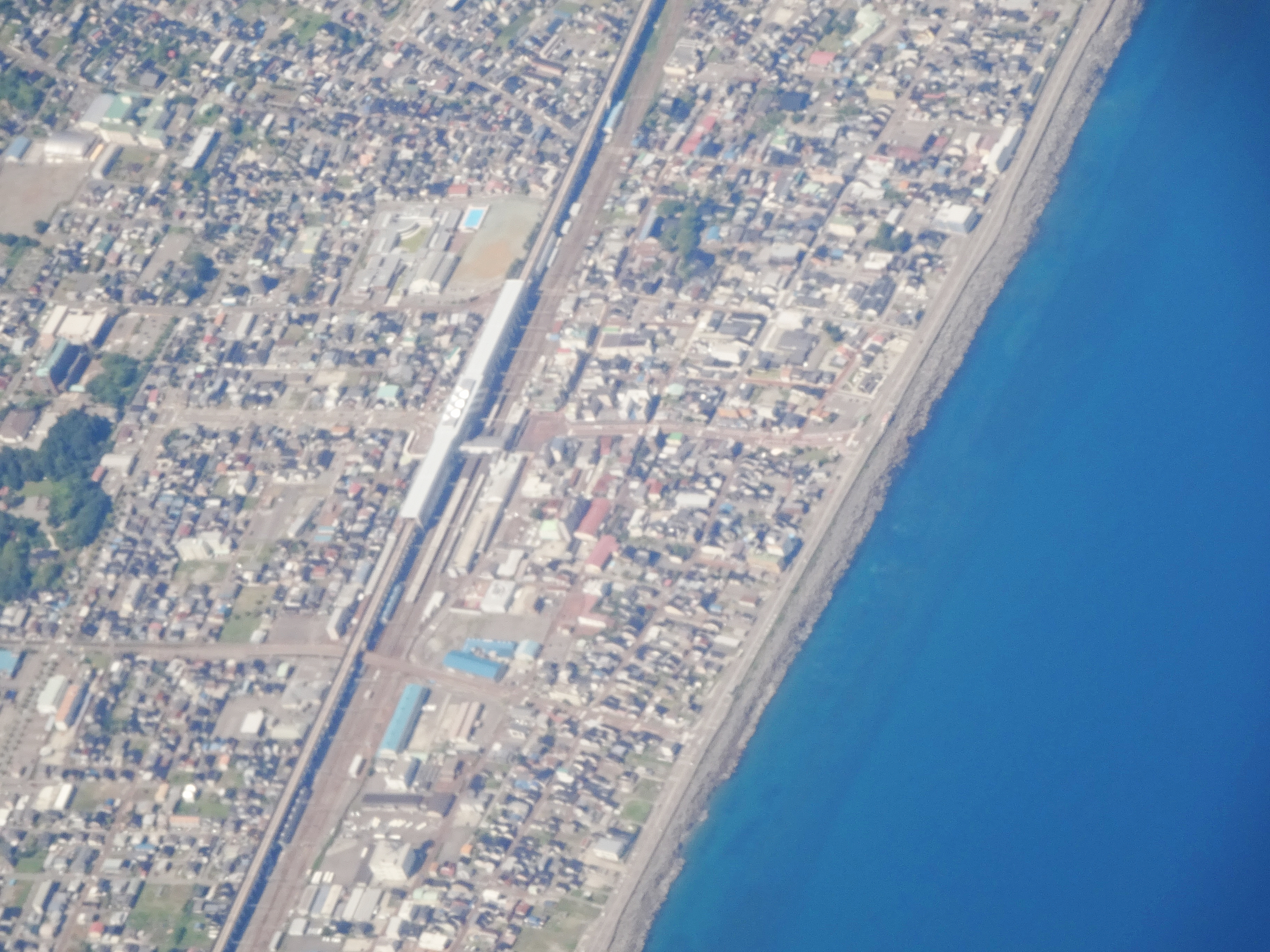
糸魚川駅を空撮

駅周辺は糸魚川市の中心部であり、市街地が広がっている。駅前広場には日本海口側、アルプス口側ともタクシーがほぼ終日にわたって待機している。

### 日本海口（北口）側
日本海口側には駅前広場が整備されており、路線バスの発着点となっている。
駅から日本海へは直線で約400mと近接しており、北陸・上越両新幹線沿線各駅を通じて最も近い。この立地条件から糸魚川市では「日本海に一番近い新幹線駅」と銘打って、新幹線開業に向けて観光誘客や交流人口の拡大を図る施策を進めている。
駅前広場には相馬御風の歌碑が建立されている。日本海口から糸魚川バイパスの寺町交差点に至る、延長約450mの駅前通り（一般県道糸魚川停車場線）には1990年（平成2年）11月、「ヒスイロード」という愛称が命名され、同交差点までの自転車歩行者道沿いには左手に宝玉を掲げる奴奈川姫の像、ヒスイの原石、勾玉のモニュメント、市域で採取された岩石、海望公園（旧糸魚川市庁舎跡地）の奴奈川姫と建御名方命の母子像など、ヒスイやジオパークに関する200種類に及ぶストリートファニチャーが配置されている。また同交差点先の日本海展望台からは、好天時には北側は佐渡島や能登半島、南側は北アルプスの山々を望むことができる。
このヒスイロードの西側は2016年の糸魚川市大規模火災の焼失地域であり、復興の取り組みとして駅北広場「キターレ」や市民公園が整備された。
- 新潟県道154号糸魚川停車場線（駅前通り・ヒスイロード）
- 国道8号（糸魚川バイパス）
- 糸魚川海水浴場
- 相馬御風旧宅
- ホテルルートイン糸魚川、
- ホテルゑびや
- ホテルジオパーク

### アルプス口（南口）側
2014年9月14日に供用が開始されたアルプス口側の周辺は住宅地となっている。糸魚川市役所へはこちら側が至近である。
- 新潟県道222号西中糸魚川線
- 糸魚川市役所
- 糸魚川市民会館
- 糸魚川市民図書館
- 糸魚川歴史民俗資料館（相馬御風記念館）
- 玉翠園
- 上越信用金庫 糸魚川支店
- 明星セメント 糸魚川工場
- 新潟県立糸魚川白嶺高等学校
- 糸魚川市立糸魚川小学校
同校敷地の市道沿いに所在する「C12 SLパーク」には、かつて大糸線内を走行していたC12形蒸気機関車（C12 88）が静態保存されている。市では新幹線建設に伴う駅周辺整備の一環として車両の再塗装やポケットパーク化を実施し、前掲の赤レンガ車庫の構造物がオブジェとして活用されている。
- マックスバリュ糸魚川店

## バス路線
糸魚川市中心部を発着する路線バスは頸城自動車グループの糸魚川バスが、日本海口側駅前広場近くの「糸魚川駅日本海口」バス停留所を起点として全線を運行している。また頸城自動車は高速バス糸魚川線を1日2往復運行している。
日本海口側の一般路線バスは駅前広場ロータリー内の停留所から発着、高速バスはヒスイ王国館北側の市道沿いの高速バスのりば発（到着はロータリー内）となっている。2014年12月15日のダイヤ改正から一部路線バスのアルプス口への乗り入れが開始され、同時に日本海口側の停留所も「糸魚川駅前」から現名称に改称された。

### 日本海口（北口）側
「糸魚川駅日本海口」停留所
- 01 青海糸魚川・能生糸魚川線
  - 糸魚川総合病院・能生駅前
  - 横町五丁目・大沢
- 02 おうみ巡回線・03 青海通り線
  - 糸魚川総合病院
  - 大沢
- 04 今井線
  - 中谷内
- 05 根知線
  - 別所
- 06 西海線
  - 来海沢
- 07 早川線
  - 焼山温泉入口・笹倉温泉
- 09 市街地巡回線
東廻り（総合病院先回り）4本を運行

「糸魚川駅前」停留所
- 県内高速ときライナー（I 糸魚川線）
  - 新潟駅前

### アルプス口（南口）側
「糸魚川駅アルプス口」停留所
- 07 早川線
  - 焼山温泉入口・笹倉温泉
- 08 中央大通り線
  - ショッピングセンター入口
  - 糸魚川総合病院
- 09 市街地巡回線
西廻り（駅アルプス口先回り）3本を運行
- 10 美山公園・博物館線
土曜・休日運行、循環は一方向のみ
- 18 白馬岳登山バス（蓮華線）
  - 蓮華温泉

7月中旬から8月中旬の間の毎日、早朝1本を運行

## 物販
アルプス口駅舎2階、新幹線コンコースの自由通路沿いには「セブン-イレブン キヨスク」が出店している。同店はジェイアール西日本デイリーサービスネットグループのうち、JR西日本金沢支社管内の駅店舗の運営管理を手掛けるジェイアールサービスネット金沢が運営を行っており、JR西日本DSNグループが運営する駅店舗としては新潟県内唯一である。
かつては駅弁も販売されていたが、北陸新幹線開業前に業者が撤退したため販売は終了している。また、日本海口駅前「ヒスイ王国館」1階の「糸魚川観光物産センター」で販売されていた、糸魚川市蒲池（根知地区）に所在する「九郎右ェ門」が調製した「笹すし」も廃業により販売は終了した。
過去に販売されていた主な駅弁は下記の通り。
- 夫婦釜めし
- あったかブラックたれカツ弁当
- 白馬弁当
- えび釜めし
- ブラックたれカツ弁当

## 隣の駅
※新幹線の停車駅は各列車記事を参照
西日本旅客鉄道（JR西日本）
 北陸新幹線
上越妙高駅 - 糸魚川駅 - 黒部宇奈月温泉駅
■大糸線
姫川駅 - 糸魚川駅
えちごトキめき鉄道
■日本海ひすいライン
- 臨時急行停車駅

青海駅 - 糸魚川駅 - えちご押上ひすい海岸駅
※1日1往復のみ運転されるあいの風とやま鉄道線からの直通列車は、えちご押上ひすい海岸方面には入らない。